# Hoilungia hongkongensis
Genre
Espèce
Hoilungia hongkongensis est une espèce de placozoaires.

## Distribution
Cette espèce se rencontre dans la mer de Chine méridionale dans des mangroves vers Hong Kong.

## Publication originale
- Eitel, Francis, Varoqueaux, Daraspe, Osigus, Krebs, Vargas, Blum, Williams, Schierwater & Wörheide, 2018 : Comparative genomics and the nature of placozoan species. PLoS Biology, vol. 16, no 7, p. e2005359.